# Giuseppe Toffanin
Giuseppe Toffanin (Pádua, 1891 - 1980) foi um professor, escritor e crítico de arte da Itália. 
Estudou literatura italiana e deu aulas na Universidade de Messina, na Universidade da Catânia e na Universidade de Estudos de Nápoles. Concentrou sua atenção no Humanismo do Renascimento. Entre suas obras se contam:
- La fine dell'umanesimo, 1920
- Machiavelli e il tacitismo, 1921
- L'eredità del Rinascimento in Arcadia, 1923 (reeditado como L'Arcadia, 1946)
- Il Cinquecento, 1928
- Che cosa fu l'Umanesimo, 1929
- Il secolo senza Roma, 1942
- Storia dell'umanesimo, 3 voll., 1942-1950
- Il Tasso e l'età che fu sua, 1946
- La fine del Logos: l'Umanesimo europeo, 1946
- La religione degli umanisti, 1950
- L'uomo antico nel pensiero del Rinascimento, 1957
- Perché l'umanesimo comincia con Dante, 1967